# Équipe de Colombie féminine de rugby à XV
L'équipe de Colombie féminine de rugby à XV est constituée par une sélection des meilleures joueuses de Colombie. Elle évolue dans la fédération continentale de Sudamérica Rugby et n'a à ce jour pas participé à une Coupe du monde.

## Histoire
L'équipe de Colombie féminine de rugby à XV joue son premier match en 2019 face au Brésil.
La sélection a terminé deuxième du trophée sud-américain (qui oppose le Brésil et les États-Unis) en 2019, 2020, 2023
En 2023, elle participe à la première édition du WXV 2023, après avoir vaincu le Brésil en tournoi qualificatif pour la zone sud-américaine. 25e au classement mondial, la sélection colombienne est la moins bien classée participant à la compétition.